# Liste deutschsprachiger Schriftsteller/G
Hinweis: Die Umlaute ä, ö, ü werden wie die einfachen Vokale a, o, u eingeordnet, der Buchstabe ß wie ss. Dagegen werden ae, oe, ue unabhängig von der Aussprache immer als zwei Buchstaben behandelt 

## Ga – Gel
- Karl-Wilhelm Gabbert (1932–2008)
- Wolfgang Gabel (1942–2015)
- Anton Gabele (1890–1966)
- Georg von der Gabelentz (1868–1940)
- Rebecca Gablé (1964)
- Friedrich von Gagern (1882–1947)
- Zsuzsanna Gahse (1946)
- Hermann Gail (1939)
- Otto Willi Gail (1896–1956)
- Gerd Gaiser (1908–1976)
- Philipp Galen, eigentlich Philipp Lange (1813–1899)
- Luise von Gall (1815–1855)
- Valeska von Gallwitz (1833–1888)
- Bettina Galvagni (1976)
- Peter Gan, eigentlich Richard Moering (1894–1974)
- Ludwig Ganghofer (1855–1920)
- Petra Ganglbauer (1958)
- August Ganther (1862–1938)
- Hans Ganz (1890–1957)
- Wilhelm Ganzhorn (1818–1880)
- Burckhard Garbe (1941–2021)
- Robert Garbe (1878–1927)
- Otto Garber (1880–1949)
- Bruno Garlepp (1845–1916)
- Karl-Heinz Garnitz (1942)
- Erwin Garvens (1883–1969)
- Adolf Gaspary (1849–1892)
- Arno A. Gassmann (1968–2019)
- Toni Gaßner-Wechs (1900–1956)
- Peter Gast (1854–1918)
- Goswin Peter Gath (1898–1959)
- Nikolaus Gatter (1955)
- Armin Gatterer (1959)
- Mathias Gatza (1963)
- Sigfrid Gauch (1945)
- Alice von Gaudy (1863–1929)
- Franz von Gaudy (1800–1840)
- Hans-Martin Gauger (1935–2024)
- Karl-Markus Gauß (1954)
- Hertha von Gebhardt (1896–1978)
- Heinz Geck (1903–?)
- Hans Jürgen Geerdts (1922–1989)
- Frank Geerk (1946–2008)
- Hartmut Geerken (1939–2021)
- Paul Gehlen (1891–1950)
- Astrid Gehlhoff-Claes (1928–2011)
- Peter Gehrisch (1942)
- August Geib (1842–1879)
- Emanuel Geibel (1815–1884)
- Albert Geiger (1866–1915)
- Arno Geiger (1968)
- Benno Geiger (1882–1965)
- Günther Geiger (1949)
- Susanne Geiger (1964)
- Anni Geiger-Hof (1897–1995)
- Joachim Geil (1970)
- Johann Geiler von Kaysersberg (1445–1510)
- Ines Geipel (1960)
- Christoph Geiser (1949)
- Hans Geisow (1879–1939)
- Christian Geissler (1928–2008)
- Horst Wolfram Geißler (1893–1983)
- Max Geißler (1868–1945)
- Roland Geißler (1953)
- Sina-Aline Geißler (* 1965)
- Jonas Geist (1936–2009)
- Rudolf Geist (1900–1957)
- Christian Fürchtegott Gellert (1715–1769)

## Gem – Gf
- Otto Heinrich von Gemmingen, eigentlich von Gemmingen-Hornberg (1755–1836)
- Stefan Gemmel (1970)
- Wilhelm Genazino (1943–2018)
- Goede Gendrich, eigentlich Ludwig Dörbandt (1912–2000)
- Heinrich Rudolf Genée (1824–1914)
- Dieter Eckhard Genge (1962)
- Pamphilus Gengenbach (etwa 1480–1524/25)
- Otto Franz Gensichen (1847–1933)
- Herbert Genzmer (1952)
- Manfred Georg, eigentlich Manfred Georg Cohn (1893–1965)
- Stefan George (1868–1933)
- Maja Gerber-Hess (1946)
- Marie Gerbrandt (1861–1939)
- Doris Gercke (1937–2025)
- Adele Gerhard (1868–1956)
- Wilhelm Gerhard (1780–1858)
- Karl August Gerhardi (1864–1944)
- Wilhelm J. Gerhards (1943)
- Paul Gerhardt (1607–1676)
- Klaus Gerisch (1936)
- Gunter Gerlach (1941)
- Hans Egon Gerlach (1908–?)
- Harald Gerlach (1940–2001)
- Kurt Gerlach (1889–1976)
- Robert Gernhardt (1937–2006)
- Karl von Gerok (1815–1890)
- Ulrike Gerold (1956)
- Ada von Gersdorff (1854–1922)
- Friedrich Gerstäcker (1816–1872)
- Heinrich Wilhelm von Gerstenberg (1737–1823)
- Elisabeth Gerter (1895–1955)
- Hildegard Gerster-Schwenkel (1923–2016)
- Elfriede Gerstl (1932–2009)
- Hermann Gerstmayer (1886–1961)
- Hermann Gerstner (1903–1993)
- Friedrich Geßler (1844–1891)
- Salomon Gessner (1730–1788)
- Kurt Geucke (1864–1941)
- Hannalore Gewalt (1939)
- Franz Xaver Karl Gewey (1764–1819)
- Simon Gfeller (1868–1943)

## Gi – Gl
- Christiane Gibiec (1949)
- Hans Giebisch (1888–1966)
- Emilia Giehrl (1837–1915)
- Kerstin Gier (1966)
- Albrecht Giersch (1880–1946)
- W. K. Giesa (1954–2008)
- Agnes Giesbrecht (1953)
- Alexander Giese (1921–2016)
- Ludwig Giesebrecht (1792–1873)
- Adolf Giesen (1902–1945)
- Georg Giesing (1942–2006)
- Christa Gießler (1954)
- Harald Gilbers (1969)
- Walter Gilbricht (1891–1974)
- Otto Gildemeister (1823–1902)
- Otto Gillen (1899–1986)
- Guido von Gillhaußen (1870–1918)
- Jakob Paul Gillmann (1953)
- Albert Gillwald (1850–1911)
- Hermann von Gilm (1812–1864)
- Emil Ginkel (1893–1959)
- Paul Ginthum (1894–1959)
- Franz Karl Ginzkey (1871–1963)
- Ralph Giordano (1923–2014)
- Otto Girndt (1835–1911)
- Abraham Zacharias Girtelros (1967)
- Hanns Gisbert, eigentlich Johanna Gisberta Mostert (1864–1922)
- Norbert Gisder (1956)
- Nikolaus Dietrich Giseke (1724–1765)
- Robert Giseke (1827–1890)
- Hans Bernd Gisevius (1904–1974)
- Johann Christian Hermann Gittermann (1768–1834)
- Helga Glaesener (1955)
- Ernst Glaeser (1902–1963)
- Otto Glagau (1834–1892)
- Helga Glantschnig (1958)
- Adolf Glaser, Pseudonym Rainald Reimar (1829–1915)
- Enoch Gläser (1628–1668)
- Georg K. Glaser (1910–1995)
- Hermann Glaser (1928–2018)
- Mechthild Gläser (1986)
- Peter Glaser (1957)
- Waldemar Glaser (1903–1953)
- Luise Glaß (1857–1932)
- Adolf Glaßbrenner (1810–1876)
- Marianne Glaßer (1968)
- Daniel Glattauer (1960)
- Johann Rudolph Glauber (1604–1670)
- Friedrich Glauser (1896–1938)
- Thomas Glavinic (1972)
- Alexander von Gleichen-Rußwurm (1865–1947)
- Matthias Gleitze (1902–1989)
- Johann Wilhelm Ludwig Gleim (1719–1803)
- Ralph Roger Glöckler (* 1950)
- Gotthold Gloger (1924–2001)
- Andreas Glorez (1620–1700)
- Albert Gloy (1893–1960)
- Bruno Gluchowski (1900–1985)
- Anselm Glück (1950)
- Claire von Glümer (1825–1906)
- Oskar Gluth (1887–1955)

## Gm – Gol
- Otto Gmelin (1886–1940)
- Anna Gmeyner (1902–1991)
- Hans Gmür (1927–2004)
- Elisabeth Gnade (1863–1938)
- Jo Gnadenlös (1957)
- Paul Heinrich Gnekow (1928–2015)
- Charlotte Gneuß (1992)
- Werner Gnüchtel (1924–2019)
- Gabriele M. Göbel (1945)
- Götz Gode (1905–1969)
- Marie Amelie von Godin (1882–1956)
- Catherina Godwin, eigentlich Emmie Clara Studemund de Vargas (1884–1958)
- Leopold Friedrich Günther von Goeckingk (1748–1828)
- Elisabeth Goedicke (1873–nach 1943)
- Ulrich Goerdten (1935)
- Reinhard Goering (1887–1936)
- Albrecht Goes (1908–2000)
- Johann Wolfgang von Goethe (1749–1832)
- Daniel Goetsch (1968)
- Gabriele Goettle (1946)
- Curt Goetz, eigentlich Kurt Götz (1888–1960)
- Rainald Goetz (1954)
- Wolfgang Goetz (1885–1955)
- Susanne Goga (1967)
- Peter H. Gogolin (1950)
- Frank Göhre (1943)
- Paul Göhre (1864–1928)
- Melchior Goldast (1578–1635)
- Otto Goldbach (1908–?)
- Margarete Goldheim (1849–1897)
- Anne Goldmann (1961–2021)
- Heinrich Goldmann (1841–1877)
- Alfons Goldschmidt (1879–1940)
- Georges-Arthur Goldschmidt (1928)
- Barbara Goldstein (1966–2014)
- Max Goldt (1958)
- Stefanie Golisch (1961)
- Claire Goll (1890–1977)
- Ernst Goll (1887–1912)
- Yvan Goll (1891–1950)
- Anne Gollin (1956)
- Heinz Hugo Gollong (1906–1976)
- Franz Goltsch (1865–1921)
- Bogumil Goltz (1801–1870)
- Hans von der Goltz (1926–2018)
- Emilie von der Goltz (1833–1907)
- Joachim von der Goltz (1892–1972)

## Gom – Gra
- Eugen Gomringer (1925–1966)
- Alfred Gong, eigentlich Alfred Liquornik (1920–1981)
- Thor Goote, eigentlich Werner (Schultze) von Langsdorff (1899–1940)
- Patricia Görg (1960)
- Alexander Gorkow (1966)
- Ernst Joseph Görlich (1905–1973)
- Günter Görlich (1928–2010)
- Carl August Görner (1806–1884)
- Sylvia Görnert-Stuckmann (1959)
- Guido Görres (1805–1852)
- Walter Gorrish, eigentlich Walter Kaiser (1909–1981)
- Franz Josef Görtz (1947–2017)
- Bettina Göschl (1967)
- Peter Gosse (1938)
- Otto Gotsche (1904–1985)
- Emil Gött (1864–1908)
- Friedrich Wilhelm Gotter (1746–1797)
- Jerk Götterwind (1967)
- Gottfried von Straßburg (etwa 1200)
- Georg Gotthart (1552–1619)
- Jeremias Gotthelf, eigentlich Albert Bitzius (1797–1854)
- Anette Göttlicher (1975)
- Rudolf Gottschall (1823–1909)
- Johann Christoph Gottsched (1700–1766)
- Luise Adelgunde Victorie Gottsched (1713–1762)
- Kay Gottschewsky (1939)
- Ludwig Gottsleben (1836–1911)
- Johann Nikolaus Götz (1721–1781)
- Karl Götz (1903–1989)
- Auguste Götze (1840–1908)
- Frank Goyke (1961)
- Christian Dietrich Grabbe (1801–1836)
- Paul Grabein (1869–1945)
- Otto von Graben zum Stein (~1690–~1756)
- Georg Grabenhorst (1899–1997)
- Rudolf Graber (1899–1958)
- Hannes Grabher (1894–1965)
- Werner Grabher (1948)
- Bettina Grabis (1966)
- Hasso Grabner (1911–1976)
- Alem Grabovac (1974)
- Elisabeth Grabowski (1864–1929)
- Robert Grabski (1912–1990)
- Hermann Graedener (1878–1956)
- Erdmann Graeser (1870–1937)
- Dieter M. Gräf (1960)
- Elisabeth Graf-Riemann (1958)
- Kurt Graf (1883–1954)
- Oskar Maria Graf (1894–1967)
- Roger Graf (1958)
- Sigmund Graff (1898–1979)
- Albrecht Gralle (1949)
- Egon Gramer (1936–2014)
- Christine Grän (1952)
- Susanna Grann (1962)
- Thomas Grasberger (1964)
- Jürgen Grasmück (1940–2007)
- Charlotte Grasnick (1939–2009)
- Ulrich Grasnick (1938)
- Günter Grass (1927–2015)
- Fritz Graßhoff (1913–1997)
- Paul Gratzik (1935–2018)
- Ferdinand Grautoff, Pseudonym Seestern (1871–1935)
- Traud Gravenhorst (1882–1968)
- Marie Eugenie Delle Grazie (1864–1931)

## Gre – Gri
- Mathias Greffrath (1945)
- Georg Greflinger (etwa 1620–1677)
- Manfred Gregor, eigentlich Gregor Dorfmeister (1929–2018)
- Martin Gregor-Dellin (1926–1988)
- Ferdinand Gregorovius (1821–1891)
- Martin Greif, eigentlich Friedrich Hermann Frey (1839–1911)
- Catharina Regina von Greiffenberg (1633–1694)
- Leo Greiner (1876–1928)
- Peter Greiner (1939–2019)
- Hugo Greinz (1873–1946)
- Rudolf Greinz (1866–1942)
- Hermann L. Gremliza (1940–2019)
- Marie Grengg (1888–1963)
- Hermann Gressieker (1903–1983)
- Uwe Greßmann (1933–1969)
- Emil Rudolf Greulich (1909–2005)
- Otto von Greyerz (1863–1940)
- Christina Griebel (1973)
- Lucie Griebel (1854–1922)
- Friedrich Griese (1890–1975)
- Andrea Grill (1975)
- Harald Grill (1951)
- Franz Grillparzer (1791–1872)
- August Heinrich Grimm (1873–1944)
- Hans Grimm (1875–1959)
- Herman Grimm (1828–1901)
- Jacob Grimm (1785–1863)
- Wilhelm Grimm (1786–1859)
- Friedrich Wilhelm Grimme (1827–1887)
- Matthias T. J. Grimme (1953)
- Hans Jakob Christoffel von Grimmelshausen (1621–1676)
- Erich Grisar (1898–1955)
- Agnes-Marie Grisebach (1913–2011)
- Eduard Grisebach (1845–1906)

## Gro – Grz
- Johann Grob (1643–1697)
- Rudolf Gröger (1902–1985)
- Paula Grogger (1892–1984)
- Otto Emmerich Groh (1905–1978)
- Melchior Grohe (1829–1906)
- Harald Gröhler (1938)
- Daniel Grohn (1976)
- Daniel Grolle (1963)
- Balduin Groller (1848–1916)
- Walter Grond (1957)
- Auguste Groner (1850–1929)
- Walter Gröner (1950)
- Heike Groos (1960–2017)
- Reinhard Gröper (1929)
- Erwin Gros (1865–1926)
- Oskar Grosberg (1862–1941)
- Joshua Groß (1989)
- Jürgen Groß (1946)
- Josef Vinzenz Großauer (1886–1951)
- Mimi Grossberg (1905–1997)
- Carl Friedrich August Grosse (1768–1847)
- Julius Grosse (1828–1902)
- Hans-Martin Große-Oetringhaus (1948)
- Franz Große-Perdekamp (1890–1952)
- Alfred Grosser (1925–2024)
- Stefan Grossmann (1875–1935)
- Christiane Grosz (1944–2021)
- Peter Grosz (1947–2024)
- Alexandra von Grote (1944)
- Christian Grote (1931–2023)
- Hans Henning von Grote (1896–1946)
- Klaus Groth (1819–1899)
- Edith Grotkop (1897–1990)
- Jeannot Emil von Grotthuß (1865–1920)
- Robert Grötzsch (1882–1946)
- Frederick Philip Grove (1879–1948)
- Elisabeth Grube (1803–1871)
- Johann Konrad Grübel (1736–1809)
- Carola Gruber (1983)
- Marianne Gruber (1944)
- Reinhard P. Gruber (1947)
- Sabine Gruber (1963)
- Arno Gruen (1923–2015)
- Undine Gruenter (1952–2002)
- Detlef Grumbach (1955)
- Waldemar von Grumbkow (1888–1959)
- Gerhard Grümmer (1926–1995)
- Albertine von Grün (1749–1792)
- Anastasius Grün, Anton Alexander Graf von Auersperg (1806–1876)
- Max von der Grün (1926–2005)
- Fritz Grünbaum (1880–1941)
- Durs Grünbein (1962)
- Karl Grünberg (1891–1972)
- Annelies Grund (1923)
- Karl Grunder (1880–1963)
- Ralph Grüneberger (1951)
- Ferdinand Gruner (1872–1920)
- Alfred Grünewald (1884–1942)
- Alice Grünfelder (1964)
- Uwe Grüning (1942–2024)
- Hans Martin Grüninger (1862–1944)
- Henning Grunwald (1942–2009)
- Sidonie Grünwald-Zerkowitz (1852–1907)
- Erica Grupe-Lörcher (1875–1960)
- Andreas Gryphius (1616–1664)
- Christian Gryphius (1649–1706)
- Martin Grzimek (1950)

## Gs – Gw
- Franz Gschnitzer (1899–1968)
- Thomas Gsella (1958)
- Egyd Gstättner (1962)
- Norbert Gstrein (1961)
- Lotte Gubalke (1856–1935)
- Claudia Gudelius (1951)
- Christian Gueintz (1592–1650)
- Mirijam Günter (* 1972)
- Johannes von Guenther (1886–1973)
- Erika Guetermann (1895–1988)
- Kurt Guggenheim (1896–1983)
- Werner Johannes Guggenheim (1895–1946)
- Josef Guggenmos (1922–2003)
- Sebastian Guhr (1983)
- Alfred Gulden (1944)
- Martin Gülich (1963)
- Friedrich Wilhelm Güll (1812–1879)
- Martin Gumpert (1897–1955)
- Thekla von Gumpert (1810–1897)
- Hans von Gumppenberg (1866–1928)
- Lotte Gumtau (1881–1934)
- Emma Gündel (1889–1968)
- Bettina Gundermann (1969)
- Karoline von Günderode (1780–1806)
- Herma Gunert (1905–1949)
- Johann Gunert (1903–1982)
- Agnes Günther (1863–1911)
- Anton Günther (1876–1937)
- Egon Günther (1927–2017)
- Else Günther (1912–?)
- Herbert Günther (1906–1978)
- Johann Christian Günther (1695–1723)
- Leopold Friedrich Günther (1748–1828)
- Ralf Günther (1967)
- Klaus Günzel (1936–2005)
- Wolf Richard Günzel (1941)
- Paul Gurk (1880–1953)
- Juan S. Guse (1989)
- Aldona Gustas (1932–2022)
- Heinrich Gutberlet (1877–1953)
- Hermann Gutbier (1842–1936)
- Albert Paris Gütersloh, eigentlich Albert Conrad Kiehtreiber (1887–1973)
- Karl Guthausen (1921–2012)
- Michael Guttenbrunner (1919–2004)
- Karl Gutzkow (1811–1878)
- Uwe-Michael Gutzschhahn (1952)
- Alexander Xaver Gwerder (1923–1952)